# Mimononymoides somaliensis
Mimononymoides somaliensis är en skalbaggsart som beskrevs av Stefan von Breuning 1972. Mimononymoides somaliensis ingår i släktet Mimononymoides och familjen långhorningar. Inga underarter finns listade i Catalogue of Life.